# تیم ملی والیبال زنان میانمار
تیم ملی والیبال زنان میانمار (انگلیسی: Myanmar women's national volleyball team) تیم ملی والیبال مختص زنان میانماری است که به عنوان نماینده میانمار در رقابت‌های رسمی و دوستانه با حریفان به رقابت می‌پردازند.